# Leivonmäki

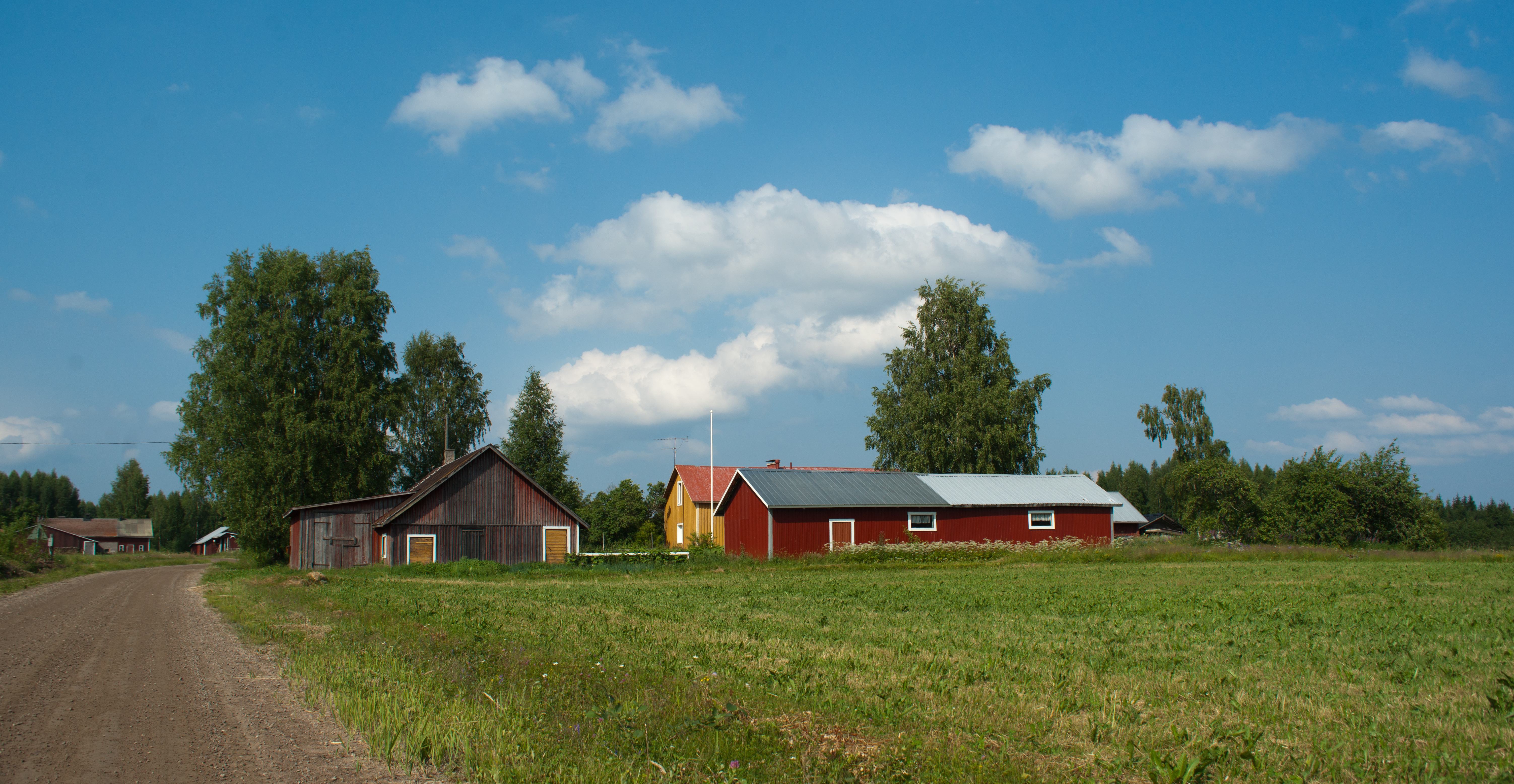
En gård i Leivonmäki.

Leivonmäki är en före detta kommun i landskapet Mellersta Finland i Västra Finlands län. År 2007 hade Leivonmäki cirka 1 140 invånare  och en yta på cirka 410 km², varav landarealen var cirka 381 km²  . Kommunen var enspråkigt finsk.
Leivonmäki sammanslogs med Joutsa den 1 januari 2008.

## Historia

### Församlingen
Leivonmäki bönehusförsamling grundades år 1772, underställd församlingen i Gustav Adolfs. 1850 omvandlades församlingen till en kapellförsamling, fortfarande underställd sin moderförsamling i Gustav Adolfs. 1860 överfördes kapellförsamlingen till församlingen i Joutsa. Senaten beordrade 1878 församlingen självständighet. Ordern förverkligades 1880. Vid kommunsammanslagningen 2008 sammanslogs även församlingarna i Joutsa och Leivonmäki. Den nya kapellförsamlingen i Leivonmäki underställdes ånyo församlingen i Joutsa.
Den första träkyrkan i Leivonmäki färdigställdes år 1775. Kyrkan revs efter att den andra kyrkan färdigställts 1873. Träkyrkan, som ritades av Theodor Decker, förstördes i en eldsvåda under saneringsarbetet 1958. Den tredje kyrkan, ritad av arkitekten Erkko Virkkunen, färdigställdes 1960.

## Politik

### Mandatfördelning i Leivonmäki kommun, valen 1976–2004
| 2 | 3 | 1 | 9 | 1 | 1 |

| 1 | 4 | 1 | 8 | 1 | 2 |

| 1 | 3 | 4 | 7 | 2 |

| 1 | 3 | 3 | 7 | 3 |

| 1 | 3 | 1 | 2 | 7 | 1 | 2 |

| 3 | 1 | 7 | 2 | 4 |

| 3 | 2 | 8 | 1 | 3 |

| 3 | 10 | 1 | 3 |

| 9 | 8 |

## Kultur

### Kommunvapnet
Olof Eriksson ritade kommunvapnet. Det togs i bruk år 1962.